# EuroEyes Cyclassics 2018
23. edycja wyścigu kolarskiego EuroEyes Cyclassics odbyła się 19 sierpnia 2018 roku. Wyścig ten znajdował się w UCI World Tour 2018.

## Uczestnicy
Na starcie wyścigu stanęło 21 zespołów. Wśród nich wszystkie osiemnaście ekip UCI World Tour 2018 oraz trzy z tzw. dziką kartą. 
Lista drużyn uczestniczących w wyścigu:
| Numery  | Kod | Drużyna           |
| ------- | --- | ----------------- |
| 1-7     | QST | Quick-Step Floors |
| 11-17   | ALM | Ag2r-La Mondiale  |
| 21-27   | AST | Astana Pro Team   |
| 31-37   | TBM | Bahrain-Merida    |
| 41-47   | BMC | BMC Racing Team   |
| 51-57   | BOH | Bora-Hansgrohe    |
| 61-67   | GFC | Groupama–FDJ      |
| 71-77   | LTS | Lotto Soudal      |
| 81-87   | MTS | Mitchelton-Scott  |
| 91-97   | MOV | Movistar Team     |
| 101-107 | DDD | Dimension Data    |

| Numery  | Kod | Drużyna                   |
| ------- | --- | ------------------------- |
| 111-117 | EFD | EF Education First–Drapac |
| 121-127 | KAT | Team Katusha-Alpecin      |
| 131-137 | TLJ | Team LottoNL-Jumbo        |
| 141-147 | SKY | Team Sky                  |
| 151-157 | SUN | Team Sunweb               |
| 161-167 | TFS | Trek-Segafredo            |
| 171-177 | UAD | UAE Team Emirates         |
| 181-187 | CCC | CCC Sprandi Polkowice     |
| 191-197 | GAZ | Gazprom-RusVelo           |
| 201-205 | VWC | Verandas Willems-Crelan   |

## Klasyfikacja generalna
| M-ce | Imię i nazwisko    | Kraj     | Drużyna                   | Czas       |
| ---- | ------------------ | -------- | ------------------------- | ---------- |
| 1.   | Elia Viviani       | Włochy   | Quick-Step Floors         | 4h 46' 02" |
| 2.   | Arnaud Démare      | Francja  | Groupama–FDJ              | + 0"       |
| 3.   | Alexander Kristoff | Norwegia | Team Katusha-Alpecin      | + 0"       |
| 4.   | John Degenkolb     | Niemcy   | Trek-Segafredo            | + 0"       |
| 5.   | Matteo Trentin     | Włochy   | Mitchelton-Scott          | + 0"       |
| 6.   | Giacomo Nizzolo    | Włochy   | Trek-Segafredo            | + 0"       |
| 7.   | Sacha Modolo       | Włochy   | EF Education First–Drapac | + 0"       |
| 8.   | Nikias Arndt       | Niemcy   | Team Sunweb               | + 0"       |
| 9.   | Niccolò Bonifazio  | Włochy   | Bahrain-Merida            | + 0"       |
| 10.  | Peter Sagan        | Słowacja | Bora-Hansgrohe            | + 0"       |
|      |                    |          |                           |            |
| 17.  | Michał Gołaś       | Polska   | Team Sky                  | + 0"       |
| 31.  | Paweł Franczak     | Polska   | CCC Sprandi Polkowice     | + 19"      |
| 43.  | Michał Paluta      | Polska   | CCC Sprandi Polkowice     | + 21"      |
| 49.  | Łukasz Owsian      | Polska   | CCC Sprandi Polkowice     | + 21"      |
| 119. | Kamil Gradek       | Polska   | CCC Sprandi Polkowice     | + 6' 35"   |
| 123. | Paweł Poljański    | Polska   | Bora-Hansgrohe            | + 6' 42"   |